# Franz Boner
Franz Anton Boner (* 14. August 1868 in Emden; † 5. Juli 1941 in Garmisch-Partenkirchen) war ein deutscher Bankier.

## Leben
Franz Boner studierte an der Universität Tübingen Rechtswissenschaft. 1887 wurde er im Corps Suevia Tübingen recipiert. Nach der Promotion zum Dr. iur. war er zunächst als Kaufmann in Bremen tätig. 1907 trat er in die Disconto-Gesellschaft in Berlin ein, deren Geschäftsinhaber er 1922 wurde. Nach deren Fusion mit der Deutschen Bank gehörte er 1929–1932 dem Vorstand der letzteren an. 1932/33 gehörte er dem Aufsichtsrat der Deutschen Bank an. 1934–1939 war er Vorsitzender des Beirats Berlin-Brandenburg der Deutschen Bank. Er war außerdem Vorsitzender des Aufsichtsrats der Reise- und Handels-AG in Bremen. Weiterhin gehörte er den Aufsichtsräten der Deutschen Bau- und Bodenbank AG in Berlin, der Deutschen Erdöl-AG in Berlin, der Jacob Ravené Söhne in Berlin, der Deutschen Dampfschifffahrts-Gesellschaft „Hansa“ und der Brauerei Beck in Bremen, der Portland Cementfabrik in Hannover, der Banco do Brasil na Alemanha, der Nordsee Deutsche Hochseefischerei und dem Norddeutschen Lloyd.